# Marksteinkopf
Le Marksteinkopf est un sommet du massif des Vosges culminant à 1 241 mètres d'altitude.